# Sjostry
Sjostry (russisk: Сёстры) er en sovjetisk spillefilm fra 1957 af Grigorij Rosjal.

## Medvirkende
- Rufina Nifontova som Katja
- Nina Veselovskaja som Dasja
- Vadim Medvedev som Telegin
- Nikolaj Gritsenko som Rosjjin